# 미래에셋증권
미래에셋증권은 대한민국의 금융 투자 회사로, 본사는 서울특별시 중구 을지로5길 26 (수하동)에 있다.

## 경영이념
열린 마음으로 미래를 내다보고 인재를 중시하자.
고객 한 분 한 분에게 의미 있는 존재가 되기 위해 미래에셋은 일관된 가치를 추구한다.
경영이념은 미래에셋이 바탕을 두고 있는 정신이자 나아가고자 하는 변치 않는 지향점이다.

## 비전
우리는 글로벌 투자전문그룹으로서 고객의 성공적 자산운용과 평안한 노후를 위해 기여한다.

## 핵심가치
| 미래에셋은 고객을 위해 존재한다.               | 고객의 성공이 곧 우리의 성공이라는 신념으로, 고객의 니즈에 맞는 전문화된 금융서비스를 제공하고 고객의 안정적인 수익 창출을 위해 노력하겠다. |
| 투자전문그룹으로서 독립성과 경쟁우위를 가진다. | 자산운용, 증권, 생명 등으로 구성된 독립 투자전문그룹으로서, 원칙을 지키는 투자와 우수한 운용능력을 바탕으로 경쟁우위를 지속하겠다.          |
| 개인을 존중하며 팀플레이에 대한 믿음이 있다.   | 경쟁력 있고 우수한 인재들로 구성되어 있는 미래에셋은 각 개인에 대한 존중과 팀플레이에 대한 믿음을 통해 변화에 앞서가겠다.                   |
| 사회적 책임을 인식하고 실천한다.               | 이익의 사회환원을 실천하며, 사회에 대한 기여와 봉사를 통해 소외된 이웃과 더불어 사는 건강한 사회를 만드는 데 일익을 담당하겠다.             |

## 연혁
- 1999 미래에셋증권주식회사 설립
- 2000 국내 최초 뮤추얼펀드, 수익증권 판매 시작
- 2001 업계 최초 랩어카운트 상품판매 개시
- 2004 국내 최초 PEF 출자 승인
- 2005 국내 최초 미래에셋퇴직연금연구소 설립
- 2006 유가증권시장 상장
- 2010 업계 최초 아이폰 및 안드로이드폰 주식거래 서비스 실시
- 2015 舊대우증권 인수 우선협상대상자 선정
- 2016.12 통합 미래에셋대우 출범
- 2017.07 네이버와 전략적 업무제휴 (MOU)
- 2017.11 초대형투자은행(자기자본 4조 원 이상) 지정(금융위)
- 2018.11 국내 증권사 최초 외화채권 발행
- 2019.12 네이버파이낸셜 주식회사 지분 취득 결정
- 2021.02 이사회 산하 “ESG위원회＂ 설립
- 2021.03 상호 변경 (변경 전 : 미래에셋대우 주식회사  변경 후 : 미래에셋증권 주식회사)
- 2021.06 증권사 최초 글로벌 그린본드 발행 (3억 달러)
- 2021.09 국내 금융기관 최초 “글로벌 RE100” 가입
- 2023.02 REC(재생에너지 공급 인증서) 장기구매계약 체결
- 2023.05 유럽 ETF Market Making 전문회사 ‘GHCO’ 인수
- 2023.06 국제표준 안전보건경영시스템 ISO45001 인증 획득
- 2023.12 인도 증권사 '쉐어칸' 인수 위한 주식매매계약(SPA) 체결
- 2024.11 인도 현지 증권사 '미래에셋쉐어칸' 출범

## 주요사업분야
미래에셋증권은 글로벌 투자전문기업으로서 고객의 니즈에 맞는 전문화된 금융서비스를 제공하여 고객의 성공적 자산운용과 평안한 노후를 위해 기여하고자 합니다.
국내를 넘어 Global Top-tier IB가 되는 것을 목표로 하며, 주요 비즈니스는 크게 해외사업(Global Business), 투자은행(Investment Banking), 트레이딩(Sales & Trading), 자산관리(Wealth Management), 자기자본 투자(Principal Investment), 총 5개 분야로 구성되어 있습니다.
1. 해외사업(Global Business)
미래에셋증권은 미국, 홍콩(중국홍콩특별행정구), 인도, 베트남, 인도네시아 등 전세계 11개 지역에 진출하여 국내 최대 규모의 글로벌 네트워크를 구축하였습니다. 철저한 현지화 전략을 통한 안정적 수익구조 및 지속가능한 경영 시스템을 확보하고자 합니다. 선진국에서는 IB, Trading 등 코어 비즈니스 집중을 통한 확고한 성장모델을 구축하고, 신흥국에서는 Digitalization 등을 통한 차별화된 로컬 종합증권사 비즈니스 모델을 지속 확대하여 대한민국 금융 수출에 앞장서고 있습니다.
2. 투자은행(Investment Banking)
미래에셋증권은 기업공개(IPO), 비상장주식(Pre-IPO), 메자닌, 유상증자, 회사채, 인수금융, 프로젝트파이낸싱(PF) 등 기업들의 다양한 니즈에 맞는 최적의 금융솔루션과 국내외 부동산, 인프라(에너지) 등 우량 대체자산 관련 투자금융솔루션을 제공합니다.
또한, 기업 사업구조 개편, 지배구조 및 재무구조 개선을 위한 솔루션 제안 등 컨설팅 비즈니스 확대를 통해 신규 수익원을 지속 창출하며, 해외법인과의 협업을 통해 해외 프로젝트 발굴 및 국내외 투자자 유치를 확대하고 있습니다.
3. 트레이딩(Sales & Trading)
미래에셋증권은 고객들의 다양한 투자 니즈에 대응하여 국내외 주식, 채권, 선물, 외환, 장내·외 파생상품 등 여러 금융상품을 연계 운용하며, 국내외 투자자 대상 트레이딩, 대차거래, 파이낸싱 및 ETF 유동성공급(LP), 지정참가회사(AP) 등 시장조성업무 등을 통해 안정적이면서 꾸준한 운용성과를 창출하고 있습니다.
또한, 포트폴리오 운용 효율성을 높이기 위해 AI 등 신기술을 접목한 자체 알고리즘 매매 시스템을 개발·운영하고 있습니다. 향후 탄소배출권의 운용과 시장조성 참여, 신성장분야 및 글로벌혁신기업 대상 Pre-IPO 투자, 비상장주식, 블럭딜 등 운용 대상의 다변화를 추진하여 안정적인 수익을 확보하고자 합니다.
4. 자산관리(Wealth Management)
미래에셋증권은 고객동맹 정신을 바탕으로 우수한 상품을 선별하고, 고객의 투자목적과 성향에 부합하는 다양한 형태의 금융투자상품을 공급합니다. 업계 최대규모의 해외주식과 연금자산을 관리하고, 고객의 투자수익률 향상을 위해 차별화된 자산관리 서비스를 제공합니다. M-STOCK(모바일 플랫폼)에서는 다양한 AI 기반의 서비스를 제공하여 고객의 투자의사결정을 지원합니다. OCIO 운용역량을 바탕으로 연기금, 공공기관, 일반법인 등 공공·민간 고객에게 맞춤형 서비스를 제공합니다.
OCIO 신규 시장 개척에도 앞장서고 있으며, OCIO플랫폼을 구축하여 운용역량을 바탕으로 연기금, 공공기관, 일반법인 등 공적·민간 등에 고객 맞춤형 서비스를 제공합니다.
5. 자기자본 투자(Principal Investment)
미래에셋증권은 국내 최대 규모의 자기자본과 체계적 리스크관리를 기반으로, 장기적으로 경쟁력있는 글로벌 기업과 우량자산, 혁신성장산업에 투자하여 '투자를 통한 성장의 선순환'을 추구하고 있습니다.

## 글로벌 계열사 현황
<Mirae Asset Securities (HK) Limited>
가. 영업개황
홍콩법인은 2007년 1월 영업인가를 받았으며, 현재 영위하고 있는 업무는 S&T 업무, 파생상품 중개 업무, 자기매매 업무, 위탁매매 업무, 투자은행 업무, 리서치 업무 및 기업금융관련 자문업무 등입니다.
① S&T 업무(Sales & Trading)
신규 수익원 확보를 위한 전략의 일환으로, 당사는 2017년 6월 22일 ETF 시장조성자(Market Maker)자격을 취득하였으며, 이를 기반으로 2022년부터 본격적인 유동성공급자(Liquidity Provider, LP) 비즈니스를 개시하였습니다. 이어 2023년에는 델타원(Delta One) 비즈니스를 본격화하였고, 2024년부터는 Market Products 기능을 강화하여 세일즈앤트레이딩(Sales & Trading, S&T) 부문의 사업 영역을 확대해 나가고 있습니다.
② 파생상품 중개 업무(Dealing in Futures Contracts)
파생상품 중개 영업 개시를 위해 2017년 9월 18일 Type2 (Dealing in Futures Contracts) License를 취득하였으며 이후 홍콩선물거래소 회원권 취득과 전산 인프라 구축 작업을 완료하였고 2018년 2월부터 파생상품 중개 영업을 개시하였습니다.
③ 자기매매 업무(Proprietary Trading)
이머징 시장부터 선진국 시장까지 전 세계를 투자대상으로 주식, 채권, 부동산，펀드 등 다양한 상품군을 Active하게 운용하면서, 시장상황에 따라 현물과 선물, 선도거래 등을 이용하여 리스크를 관리합니다.
④ 위탁매매 업무(Brokerage)
해외 네트워크를 활용하여 전 세계 기관투자자들을 대상으로 한국, 홍콩·중국 주식뿐만 아니라 일본, 싱가포르, 인도, 호주 등 아시아 주요 국가에 대한 주식 위탁매매 서비스를 제공하고 있습니다.
2019년 3분기부터 주식대차 (Securities Borrowing & Lending) 관련 제반 플랫폼을 구축하고, 기관투자자들을 대상으로 영업 및 서비스를 진행하고 있습니다.
⑤ 투자은행 업무(Investment Banking)
글로벌 네트워크를 기반으로 현지 개인·기관 투자자들을 대상으로 IB 관련 업무 등을 수행하고 있습니다. 또한, 부동산, 기업금융 등 해외의 다양한 IB딜을 국내에 공급함으로써 본사와 글로벌 네트워크간에 시너지를 창출하는데 주력하고 있습니다.
⑥ 리서치 업무(Advising on Securities)
미래에셋증권 리서치센터와의 긴밀한 협의를 통해 해외 기관투자자들에게 수준 높은 리서치 서비스를 제공함으로써 국내외 위탁매매업무 등을 지원하고 있습니다.
⑦ 기업금융관련 자문 업무(Advising on Corporate Finance)
상장, 비상장회사의 자금 조달을 위한 자문 업무 및 IPO를 위한 상장 지원 업무 등 기업 금융 분야 전반에 걸친 자문 서비스를 제공하고 있습니다.
<Mirae Asset (Brasil) CCTVM LTDA.>
가.  영업개황
브라질 법인은 2010년 8월 브라질 중앙은행으로부터 영업인가를 받았습니다. 이후 10월 아시아 증권사 최초로 브라질증권거래소(Bovespa) 회원으로 가입, 이듬해인 2011년 1월부터 본격적으로 영업을 개시하였습니다. 현재 영위하고 있는 업무는 위탁매매 업무(Brokerage), 자산관리 업무(Wealth Management) 및 외환 업무(Foreign Exchange) 등입니다.
① 위탁매매 업무(Brokerage)
온라인(홈페이지)을 통한 계좌개설, 홈트레이딩 및 뱅킹 업무가 가능하며, 관련 시스템의 안정성 및 효율성 증대를 위해 지속적인 개발 및 개선을 진행 중에 있습니다. 또한 기관투자자 고객을 위한 법인영업부서와 비거주외국인투자자 전담 부서를 구축해 브라질 및 글로벌 기관 고객의 위탁주문, Custody 및 결제 업무 등을 처리하고 있습니다.
② 자산관리 업무(Wealth Management)
고객의 위험/투자 성향에 따른 안정적 자산 관리를 위해 주식형펀드, 혼합형펀드, 채권형펀드 및 부동산펀드 등의 펀드상품, 국채, 은행채 및 유동화증권 등의 채권상품, 정기예금, 구조화상품, 개인연금 등 다양한 금융상품 라인업을 구축하고 있습니다.
③ 외환 업무(Foreign Exchange)
한국투자자들을 포함해 외국인투자자의 브라질 금융상품 투자 시 풀서비스 지원이 가능하도록 환전 업무 등을 제공하고 있으며, 브라질 현지 개인·기관 투자자를 대상으로 환전 및 해외 송·수금 업무도 담당하고 있습니다.
<Mirae Asset Securities (UK) Ltd.>
가. 영업개황
영국 포함 유럽 내 기관투자가를 대상으로 유가증권 위탁매매와 유가증권 자문 및 고유재산매매, 인수 및 주선 업무 등을 수행하고 있습니다. 트레이딩 및 인수 등 고유재산 매매 강화를 통해 지속적 수익원 확보 및 안정적 수익원 창출로 유럽 지역내 경쟁력 있는 Global IB로 자리매김하고자 합니다.
나. 신규사업 등의 내용 및 전망
대체투자와 기업금융, 관련 비즈니스 지속 및 확대 추진을 통해 IB 투자 부문 사업강화에 초점을 맞추고 있습니다. 특히, 우량 투자자산 Sourcing과 금융주관 능력 확대에 집중하며, 현지 Syndication Network 강화 등 IB 사업분야를 다각화하고 있습니다.
더불어, 본사 해외주식영업부서와 협업하여 국내 Retail 및 기관 대상 유럽주식 Execution Desk를 구축 중에 있으며, 지속적인 글로벌 ETF 시장의 성장을 전망하여 유럽 현지 ETF Market Making 전문 증권사인 GHCO를 인수하였습니다. 해당 회사를 통해 유럽 ETF 시장조성 사업 확대를 추진하고 있습니다.
이외에도 SBL 비즈니스 등 Flow 기반의 신규사업 개시를 통한 IB사업과 Flow 사업의 균형 잡힌 성장을 추진하여 안정적인 수입원 및 지속 가능한 장기 사업모델 구축을 추진 중에 있습니다.
<PT Mirae Asset Sekuritas Indonesia>
가. 영업개황
인도네시아법인은 2013년 8월에 인수되었으며, 현재 영위하고 있는 업무는 위탁매매 업무, 투자은행 업무, 자산관리 업무 등 입니다.
① 위탁매매 업무(Brokerage)
인도네시아법인은 현지 및 해외 고객을 대상으로 인도네시아 거래소 상장 주식에 대한 위탁매매 서비스를 제공하고 있습니다. 2020년부터 2022년까지 3년 동안 인도네시아 증권시장에서 연간거래대금 기준 시장점유율 1위를 기록하였습니다. 2025년 1분기 말에는 리테일보다 국내외 기관투자자들의 거래가 활발해지면서 6위로 마감하였습니다.
인도네시아법인은 업계 최초로 HTS(홈트레이딩 시스템) 및 MTS(모바일트레이딩 시스템)의 투자플랫폼을 선진적으로 구축하였고, 꾸준한 IT인프라 투자를 통해 기술경쟁력을 지속적으로 강화하고 있습니다. 아울러 인도네시아 전역에 걸쳐 있는 영업소를 통한 고객 네트워크 강화, 맞춤형 리서치 정보 제공 등 고객 서비스 강화에 주력하고 있습니다. 그 결과 인도네시아 최고의 증권사로서 위상을 높였습니다.
강력한 리테일 위탁매매 경쟁력을 바탕으로 기관 및 HNWI 고객 대상의 오프라인 위탁매매 사업 영역을 확대하여, 현재 인도네시아 건강보험 등의 연기금 및 현지 자산운용사, 보험사 등 다수의 기관 고객을 확보하는 데 성공하였습니다.
② 투자은행 업무(Investment Banking)
2014년 9월 금융감독당국(OJK)로부터 IB 라이선스를 신규 취득하여, IPO 및 증자, 채권 발행, M&A 등 전반적인 IB사업이 가능하게 되었습니다. 이후 현지 국영은행 회사채 발행, 기업 IPO 등 가시적인 성과를 일궈냈을 뿐만 아니라, 한국 기업의 인도네시아 진출을 위한 M&A 자문 및 PF 등 사업영역을 확장하고 있습니다.
③ 자산관리 업무(Wealth Management)
2018년에 온라인펀드판매 서비스를 런칭하여 신규 수익원을 확보하고, 2020년 상반기에는 비대면 계좌 개설 서비스를 개시하며, 혁신 성장을 이끌 수 있는 방향으로 사업영역 확대에 노력하고 있습니다.
<Mirae Asset Securities Holdings (USA) Inc.>
가. 영업개황
미국 내 통합 경영시스템 구축 등을 목적으로 설립하였으며 당사의 뉴욕 법인 및 뉴욕 투자 법인(Mirae Asset Securities & Investments (USA), LLC)을 종속회사로 두고 있습니다. 당사의 뉴욕 법인과 뉴욕 투자 법인의 미국 내 비즈니스를 지원, 강화하는 목적으로 사업을 하고 있습니다.
<Mirae Asset Securities (USA) Inc.>
가. 영업개황
뉴욕법인은 2017년 미국 금융산업규제당국(FINRA, Financial Industry Regulatory Authority)으로부터 각종 Trading 및 Brokerage서비스에 대한 인가 취득 후 지속적으로 성장 중입니다. 국내외 기관투자자들을 대상으로 한국 및 미국 주식 중개 영업을 활발하게 하고 있으며, 미국 내 금융기관 및 헤지펀드를 대상으로 Trading Solution을 제공하고 주식대차 영업을 수행하고 있습니다. 외형으로 성장 중인 현재 비즈니스 모델을 정착시키고 지속적인 고객유치 및 네트워크 강화를 통하여 내실있는 성장을 할 수 있도록 노력하고 있습니다.
<Mirae Asset Securities & Investments (USA), LLC>
가. 영업개황
뉴욕 투자 법인은 Mirae Asset Wealth Management (USA) Inc. 에서 2018년 4월에 설립하여 2020년 12월 Mirae Asset Securities Holdings (USA) Inc.의 종속회사로 편입되었으며, 부동산, VC 투자 등 다양한 투자기회를 발굴하고 있습니다.
<Mirae Asset Securities (Vietnam) JSC>
가. 영업개황
베트남법인은 2007년 12월 베트남 최초의 외국계 종합 증권사로 설립이 되어 위탁매매 업무, 자기매매 업무, 자기자본투자 업무, 기업금융 및 자문 업무 등을 제공하고 있습니다.
① 위탁매매 업무(Brokerage)
베트남 국내외 투자자에 대한 HTS (홈트레이딩시스템), WTS(웹트레이딩 시스템) 및 MTS(모바일 트레이딩 시스템)의 투자 채널을 구축하였으며, 주요 도시인 호치민 4개소, 하노이 2개소, 다낭, 붕따우, 껀터, 하이퐁 각 1개소 총 10개 지점을 거점으로 고객 네트워크 강화, 맞춤형 리서치 정보 제공 등 고객 서비스 강화에 주력하고 있습니다.
또한, 외국계 기관 고객을 위한 DMA라인 구축 및 트레이딩 데스크를 법인 내부에 구축함으로써 보다 원활한 주문 업무 처리를 하고 있습니다.
② 자기매매 및 자기자본투자 업무(Proprietary Trading & Principal Investment)
현지 상장 및 비상장 주식, 채권 등 상품군에 투자하고 Active하게 운용하면서, 시장상황에 따라 리스크 관리를 하고 있습니다.
③ 기업금융 및 자문 업무(IB 및  Advisory)
증자, 기업공개(IPO), 회사채 발행 등을 주관하고 부동산 대체투자 관련 자문 서비스를 제공하고 있습니다.
<Mirae Asset Capital Markets (India) Private Limited>
가. 영업개황
인도법인은 2017년 10월 최초 자본금 USD 100만으로 설립되어 위탁매매 업무, 자기매매 업무, 기업금융 업무, 자문 업무, 자기자본투자 업무 등의 업무를 수행하고 있습니다. 2018년 1월, 시장감독기관 SEBI(Securities and Exchange board of India)로부터 Stock Brokers 라이선스 취득을 시작으로 2018년 3월 Merchant Banking, 2020년 1월 Research Analyst, 그리고 2021년 5월 Depository Participant 라이선스를 취득하였습니다.
2023년 6월 추가 증자를 통하여 납입자본금 USD 4.5억의 회사가 되었으며, 동년 10월 미래에셋증권의 직접 종속회사(지분율 100%)로 편입하였습니다. 또한 2024년 7월 및 2025년 3월 추가 출자를 통하여 2025년 1분기 말 현재 납입자본금은 USD 8억입니다.
① 위탁매매 업무 (Brokerage)
인도 내 자산운용사 및 해외 기관투자자들을 대상으로 주식 중개 업무 등을 수행해왔으며, 일반 개인 고객 서비스(리테일 비즈니스)를 2022년 4월 론칭하였습니다. 당 법인은 지속적으로 기관투자자 및 개인 고객을 넓혀가고 있습니다.
② 자기매매 업무(Proprietary Trading)
인도 시장 내 상장채권과 상장주식 중 비교적 안정적인 상품군을 대상으로 자기매매 영업을 수행하고 있으며, Macro 및 Micro 환경 변화에 따라서 적극적인 운용 및 리스크 관리를 수행하고 있습니다.
③ 기업금융 및 자문 업무(IB 및 Advisory)
당 법인은 인도 기업의 비상장 및 상장기업의 유상증자, Pre-IPO, IPO 등의 주식관련 기업금융업무(ECM) 및 채권발행, 대출 주선 등의 채권관련 기업금융업무(DCM) 등을 수행하고 있습니다. 또한 M&A를 포함한 기업금융 및 관련 자문 서비스 전반을 폭넓게 제공하고 있습니다.
④ 자기자본투자 업무(Principal Investment)
인도 내 우량 비상장 기업을 대상으로 주식, 채권 및 메자닌 상품에 대한 자기자본 투자(PI)를 수행하고 있습니다. 특히 인도 내 우량기업의 Pre-IPO 투자 및 IPO 청약 등과 같은 투자기회도 적극적으로 검토하고 있습니다.
<Goldenberg Hehmeyer LLP>
가. 영업개황
런던에 소재한 ETF Market Making 전문 증권사로 주요 유럽 증시 상장 ETF들의 시장 조성을 주 사업으로 영위하고 있습니다. 당사의 ETF Market Making 사업 확장을목적으로 2023년 인수하였습니다.

<Mirae Asset Securities & Investment (UK) Ltd.>
가. 영업개황
런던 투자 법인은 Mirae Asset Securities (UK) Ltd.에서 2024년 4월에 설립하였으며, VC투자 등 다양한 투자기회를 발굴하고 있습니다.

<Sharekhan Limited>
가. 영업개황
당 법인은 현재 인도 내 주요 리테일 브로커 중 하나로 자리잡고 있습니다. 인도 전역에 130개 이상의 지점을 운영하고 있으며, 4,500명 이상의 비즈니스 파트너(Sub-broker) 네트워크를 통해 주식중개, 자산관리, 리서치 등 다양한 금융 서비스를 제공합니다. 2024년 11월, 당 법인은 미래에셋증권의 100% 연결 종속회사로 편입되었으며, 이를 통해 인도 금융 시장에서의 영업 기반을 더욱 강화하고 있습니다.

<Mirae Asset Sharekhan Financial Services Limited>
가. 영업개황
당 법인은 인도 전역에 걸친 Mirae Asset Sharekhan의 네트워크를 활용하여 주식담보대출(Loan Against Securities, LAS) 및 임직원 주식매수선택권 대출(ESOP Funding) 상품 등 여신 및 금융서비스를 제공하고 있는 NBFC(Non-Banking Financial Company)입니다.

## 관련 기사
- 미래에셋대우, 2020년 기준 DJSI월드지수 9년 연속 선정
- 소비자가 뽑은 '좋은 증권사'…미래에셋대우 1위에 선정
- 경영혁신 통한 국부창출…미래에셋대우 대통령상 수상
- 미래에셋그룹, 금융수출 공적 인정 받아 "2020 국가브랜드 대상" 수상
- 미래에셋증권, 美 나스닥 '클로징 벨' 타종 행사 진행